# Megascops
Genre
Megascops est un genre d'oiseaux, nommés Petit-duc, appartenant à la famille des Strigidae.

## Liste d'espèces
D'après la classification de référence du Congrès ornithologique international (v. 14.1), il y a 22 espèces du genre Megascops (ordre phylogénique) :
- Megascops trichopsis (Wagler, 1832) – Petit-duc à moustaches ;
- Megascops clarkii (Kelso, L & Kelso, EH, 1935) – Petit-duc de Clark ;
- Megascops albogularis (Cassin, 1849) – Petit-duc à gorge blanche ;
- Megascops choliba (Vieillot, 1817) – Petit-duc choliba ;
- Megascops barbarus (Sclater, PL & Salvin, 1868) – Petit-duc bridé ;
- Megascops cooperi (Ridgway, 1878) – Petit-duc de Cooper ;
- Megascops kennicottii (Elliot, DG, 1867) – Petit-duc des montagnes ;
- Megascops asio (Linnaeus, 1758) – Petit-duc maculé ;
- Megascops seductus (Moore, RT, 1941) – Petit-duc du Balsas ;
- Megascops guatemalae (Sharpe, 1875) – Petit-duc guatémaltèque ;
- Megascops koepckeae (Hekstra, 1982) – Petit-duc de Koepcke ;
- Megascops ingens (Salvin, 1897) – Petit-duc de Salvin ;
- Megascops petersoni (Fitzpatrick & O'Neill, 1986) – Petit-duc de Peterson ;
- Megascops marshalli (Weske & Terborgh, 1981) – Petit-duc de Marshall ;
- Megascops hoyi (König, C & Straneck, 1989) – Petit-duc de Hoy ;
- Megascops centralis (Hekstra, 1982) – Petit-duc du Choco ;
- Megascops roraimae (Salvin, 1897) – Petit-duc du Roraima ;
- Megascops sanctaecatarinae (Salvin, 1897) – Petit-duc à aigrettes longues ;
- Megascops gilesi Krabbe, 2017 – Petit-duc de Santa Marta ;
- Megascops roboratus (Bangs & Noble, 1918) – Petit-duc du Pérou ;
- Megascops watsonii (Cassin, 1849) – Petit-duc de Watson ;
- Megascops atricapilla (Temminck, 1822) – Petit-duc à mèches noires.

L'espèce Petit-duc nain (Psiloscops flammeolus, anciennement Megascops flammeolus) est déplacée par le COI, dans sa classification de référence 3.4 (2013), dans un genre à part, car les analyses phylogéniques montrent qu'elle est distincte génétiquement et base du clade comprenant les Megascops,,.
Le 25 juillet 2020, lors de la mise à jour 10.2 de sa taxonomie de référence, l'Union internationale des ornithologues a décidé de placer le Petit-duc de Porto Rico (Gymnasio nudipes) dans son propre genre, le genre Gymnasio.
À l'heure actuelle, deux espèces ne sont pas reconnues et sont traités comme des espèces par l'Union internationale des ornithologues :
- Le Petit-duc de Colombie (Megascops ingens colombianus) est traité comme une sous-espèce du Petit-duc de Salvin (Megascops ingens)[6].
- Le Petit-duc vermiculé (Megascops guatemalae vermiculatus) est traité comme une sous-espèce du Petit-duc guatémaltèque (Megascops guatemalae)[7].